# Vương quốc vườn Dessau-Wörlitz
Vương quốc vườn Dessau-Wörlitz (Đức: Dessau-Wörlitzer Gartenreich) là một Di sản thế giới được UNESCO công nhận vào năm 2000 nằm giữa thành phố Dessau và thị trấn Wörlitz ở miền Trung Đức. Đây là một trong những vườn phong cảnh kiểu Anh đầu tiên và lớn nhất ở Đức nói riêng và lục địa châu Âu nói chung. Nó được tạo ra vào cuối thế kỷ 18 dưới thời nhiếp chính của Công tước Leopold III (1740-1817), khi ông trở về sau một hành trình du lịch đến Ý, Hà Lan, Anh, Pháp và Thụy Sĩ. Ông đã thực hiện dự án này với người bạn kiến trúc sư của mình là Friedrich Wilhelm von Erdmannsdorff. Bị ảnh hưởng mạnh mẽ bởi những lý tưởng của Thời kỳ Khai Sáng, họ đã nhắm đến việc chuyển sang vườn tạo hình của thời kỳ Baroque để ủng hộ những cảnh quan thiên nhiên như họ đã thấy ở các khu vườn Stourhead và Ermenonville. Ngày nay, cảnh quan văn hóa của Dessau-Wörlitz bao gồm một khu vực rộng 142 km2 (55 dặm vuông Anh) thuộc Khu dự trữ sinh quyển Trung Elbe thuộc tiểu bang Sachsen-Anhalt.

## Oranienbaum
Đây là một khu vườn thế kỷ 17, khi diễn ra hôn nhân giữa ông cố của Leopold là John George II với công chúa Hà Lan Henriette Catharina, con gái của Frederick Henry, Hoàng tử của Orange thì vào năm 1659, đội ngũ kỹ sư và kiến trúc sư từ Vùng đất Thấp dưới sự giám sát của kiến trúc sư Cornelis Ryckwaert bố trí thị trấn, cung điện và khu vườn Baroque trong khu định cư cũ của Nischwitz được đổi tên thành Oranienbaum vào năm 1673. Ảnh hưởng của Hà Lan vẫn còn phổ biến ở Công quốc Anhalt-Dessau trong nhiều thập kỷ.
Cung điện Oranienbaum được hoàn thành vào năm 1683 với tư cách là nơi ở mùa hè của Henriette Catharina, nơi bà nghỉ ngơi sau cái chết của chồng vào năm 1693. Nội thất bên trong rất phong phú bao gồm giấy dán tường bằng da và phòng ăn được trang bị đồ gốm Đen-phơ Hà Lan. Từ năm 1780, Leopold III đã có cung điện và công viên được xây dựng lại theo phong cách vườn Trung Quốc với một số cây cầu vòm, một trà quán và một ngôi chùa. Năm 1811, vườn cam được xây dựng với chiều dài 175 m (574 ft) khiến nó là một trong những nhà vườn lớn nhất châu Âu, vẫn phục vụ để bảo vệ một bộ sưu tập nhiều loại cam quýt khác nhau. Cung điện Oranienbaum cùng với công viên và hình mẫu quan điểm định cư hình học tạo thành một trong số ít thị trấn Baroque gốc Hà Lan ở Đức. Nữ hoàng Beatrix của Hà Lan, công chúa Orange-Nassau đã giám sát công việc phục hồi vào tháng 3 năm 2004.

## Công viên Wörlitzer
Công viên Wörlitzer nằm liên kề với thị trấn nhỏ Wörlitz tại một khu đất của sông Elbe khiến nó trở nên giàu có và đa dạng. Nó được hình thành giữa năm 1769 và 1773 là một trong những khu vườn kiểu Anh đầu tiên trên lục địa châu Âu. Theo lý tưởng của công tước Leopold III, công viên phục vụ như là nơi giáo dục về kiến trúc, làm vườn và nông nghiệp, do đó, phần lớn đã mở cửa cho công chúng đến chiêm ngưỡng ngay từ thuở đầu. Hầu hết các tòa nhà được thiết kế bởi Erdmannsdorff trong khi các khu vườn được tạo hình bởi Johann Friedrich Eyserbeck (1734-1818), một kiến trúc sư làm vườn đã mang ơn những kiến trúc tiền lệ của Anh như Claremont, Stourhead và vườn cảnh quan Stowe. Các khu vườn được bảo vệ khỏi lũ sông Elbe ở phía bắc bởi một con đập cũng là một vành đai đi bộ cung cấp nhiều cảnh quan dọc theo đường ngắm cảnh của công viên.
Cung điện Wörlitz hoàn thành vào năm 1773, nơi ở của Công tước Leopold và vợ Louise của Brandenburg-Schwedt là tòa nhà Tân cổ điển đầu tiên ở Đức ngày nay. Cung điện và nội thất của nó với các phòng quý giá từ studio của Abraham và David Roentgen cũng như một bộ sưu tập lớn đồ sứ Wedgwood có thể ghé thăm. Louise có nhà riêng liền kề Graues Haus (Nhà Xám). Ở rìa phía đông của khu vườn cung điện là Giáo đường Do Thái Wörlitz được xây dựng vào năm 1790 như một ngôi nhà tròn được mô phỏng theo Đền Vesta cổ xưa ở Tivoli, Ý. Tòa nhà thể hiện sự khoan dung tôn giáo của Leopold đã được cứu thoát khỏi sự phá hủy Kristallnacht vào năm 1938 bởi người quản lý công viên, người mà sau đó đã mất việc. Nhà thờ Tân Gothic Thánh Phêrô ở phía tây với gác chuông cao 66 m (217 ft) được hoàn thành vào năm 1809.
Triết lý của Jean-Jacques Rousseau và nét thẩm mỹ của Johann Joachim Winckelmann là nền tảng thiết kế của công viên tạo ra những ý tưởng điên rồ. Rousseau đã nhận thấy nông nghiệp là nền tảng của cuộc sống hàng ngày và chỉ ra các chức năng giáo dục của cảnh quan thiên nhiên. Không có gì đáng ngạc nhiên, cảnh quan thanh lịch nhất trong khu vực là đảo Rousseau trong vườn Neumark, tạo hình lại hòn đảo tại Công viên Ermenonville nơi chôn cất triết gia.
Một hòn đảo trên hồ nhân tạo Wörlitz là nơi có núi lửa nhân tạo duy nhất của châu Âu. Khi Leopold III thực hiện một hành trình du lịch lớn ở châu Âu vào những năm 1760, ông đã bị quyến rũ trong một chuyến đi đến Napoli, nơi ông nhìn thấy ngọn núi lửa Vesuvius âm ỉ và nghe về thị trấn mới được phát hiện của Pompeii. Hai mươi hai năm sau, hoàng gia Đức bắt đầu đưa một phần của Napoli đến Đức khi Leopold đã nhờ kiến trúc sư của mình xây một tòa nhà bằng gạch cao gần năm tầng và che giấu nó bằng những tảng đá địa phương. Ở phía trên, một hình nón rỗng đã được tạo ra chứa một khoang cao với ba lò sưởi và một mái nhà chứa một miệng hố nhân tạo có thể chứa đầy nước. Sau đó, ông đã xây dựng một hồ nước xung quanh núi lửa và mời bạn bè của mình chiêm ngưỡng một vụ phun trào. Chỉ các báo cáo đương thời nêu chi tiết về về vụ phun trào nhân tạo thế kỷ 18 đó như thế nào nhưng thực tế nó vẫn diễn ra cho đến ngày nay, nhưng được hoàn thành bằng các hiệu ứng hiện đại, sau khi hòn đảo được khôi phục lại.
Các cấu trúc nhỏ của vương quốc vườn trải dài 25 km có sự phân nhánh trong kiến trúc của Trung Âu. Ngôi nhà Gothic bắt đầu bởi Erdmannsdorff vào năm 1774 mô phỏng theo biệt thự của nhà văn Anh Horace Walpole tại Strawberry Hill là một trong những công trình kiến trúc Tân Gothic đầu tiên trên lục địa châu Âu. Công viên cũng có các bản sao của các đền thờ La Mã bao gồm đền Pantheon được xây dựng vào năm 1795. Trong những năm đầu của thế kỷ sau đó, cảnh quan đã được làm phong phú với các nhà thờ Tân Gothic tại các làng lân cận như Nhà thờ Riesigk (1800) và nhà thờ Vockerode (1811).
Vương quốc vườn được chia thành bốn phần kể từ khi Đường cao tốc Liên bang 9 vào những năm 1930 được xây dựng đã được UNESCO công nhận là Di sản thế giới từ năm 2000. Tuy nhiên, ICOMOS lưu ý rằng cấu trúc tổng thể của cảnh quan đã đã trải qua một sự suy thoái hơn nhiều.

## Cấu trúc khác
Các cấu trúc khác bao gồm Lâu đài Luisium nằm ở Waldersee của Dessau là một món quà của Công tước Leopold III cho vợ Louise. Nó được xây dựng từ năm 1774 theo phong cách Tân cổ điển đơn giản là một ngôi nhà nông thôn theo thiết kế của Erdmannsdorff với những khu vườn, đồng cỏ và một trang trại ngựa giống liền kề. Leopold qua đời tại chính lâu đài này vào ngày 9 tháng 8 năm 1817 do hậu quả của một tai nạn trong khi cưỡi ngựa.
John George (1748-1811) em trai của Công tước Leopold III, đã sở hữu Lâu đài Georgium được xây dựng từ năm 1780 bởi Erdmannsdorff. Nằm trong một khu rừng ven sông phía bắc Dessau, cung điện có một khu vườn kiểu Anh với một số di tích. Ngày nay, Georgium lưu giữ một số bộ sưu tập nghệ thuật Anhalt, bao gồm các tác phẩm của Albrecht Dürer, đặc biệt là một bản in cũ của Melencolia I và Lucas Cranach già.
Lâu đài Mosigkau ở phía tây Dessau là một trong số ít công trình kiến trúc Rococo ở Trung Đức giống như Sanssouci tại Potsdam được thiết kế bởi Georg Wenzeslaus von Knobelsdorff. Nó được xây dựng giữa năm 1752 và 1757 cho Anna Wilhelmine của Anhalt-Dessau, con gái của Hoàng tử Leopold I. Tại đây bao gồm một vườn cam và một bộ sưu tập nghệ thuật tranh Baroque Hà Lan-Bỉ xuất phát từ sự kết hợp của Công tước John George II và Nhà Orange-Nassau, điển hình là các tác phẩm của Peter Paul Rubens và Anthony van Dyck.
Lâu đài Großkühnau là điểm cuối phía tây của Vương quốc vườn Dessau-Wörlitz. Nó được xây dựng vào năm 1780 cho Albert của Anhalt-Dessau, em trai của Công tước Leopold III, tại hồ Kühnau. Công viên bao gồm một số đảo nhân tạo, vườn cây ăn quả và một vườn nho. Ngày nay, lâu đài là trụ sở của Kulturstiftung Dessau-Wörlitz, ủy thác điều hành công viên. Hơn nữa, vương quốc vườn bao gồm cả nhà nghỉ kiểm lâm Leiner Berg được xây dựng vào năm 1830 hiện là một nhà hàng gần Đường xe đạp Elbe và lâm viên Sieglitzer Berg được xây dựng vào năm 1777.

## Hình ảnh

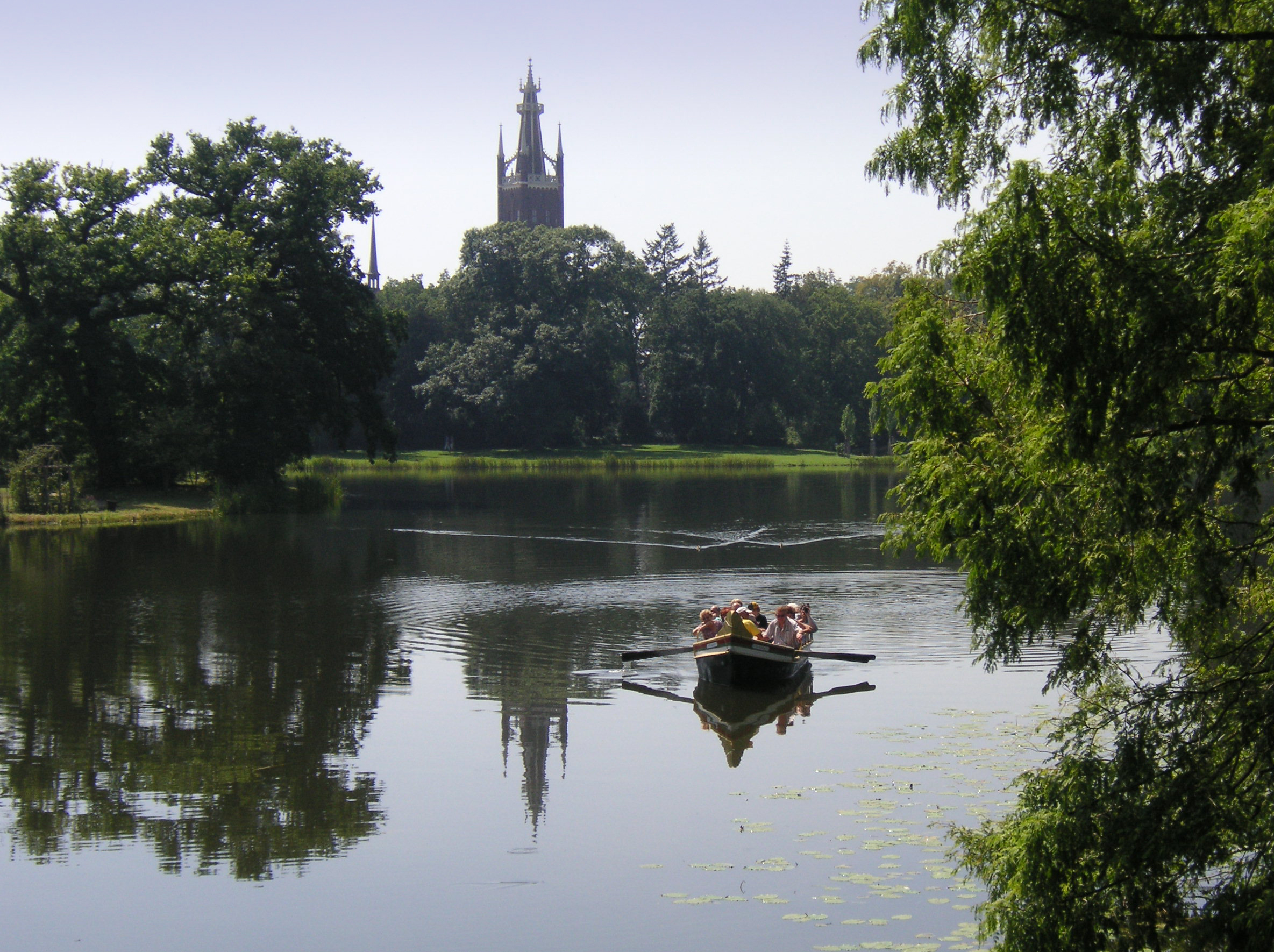
Hồ Wörlitz và nhà thờ
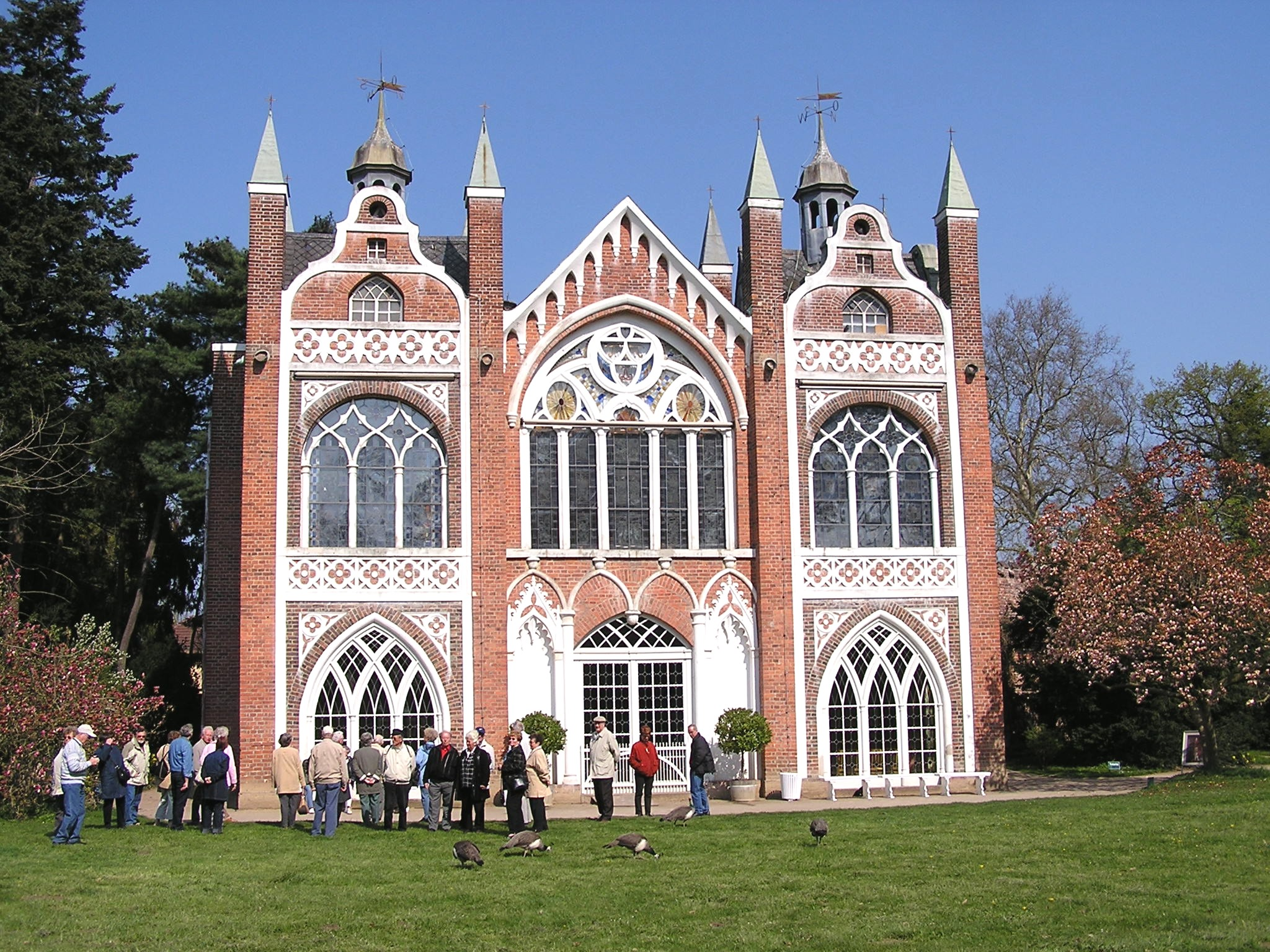
Nhà Gothic
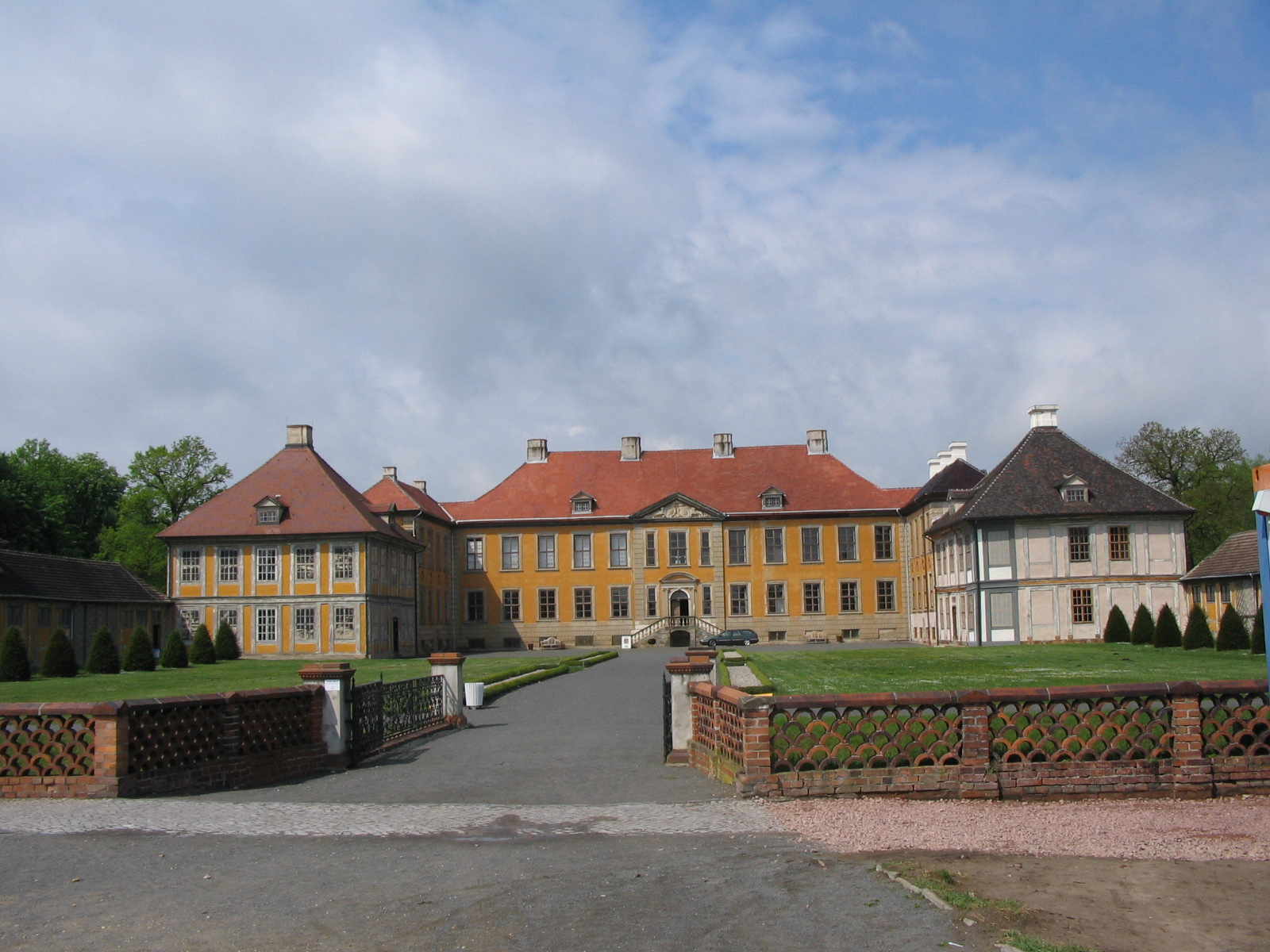
Cung điện Oranienbaum
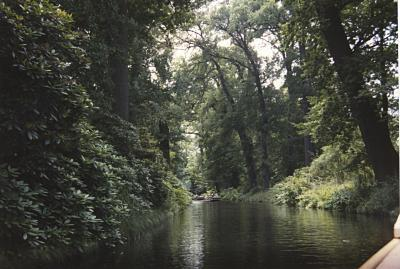
Cảnh quan từ một chiếc thuyền
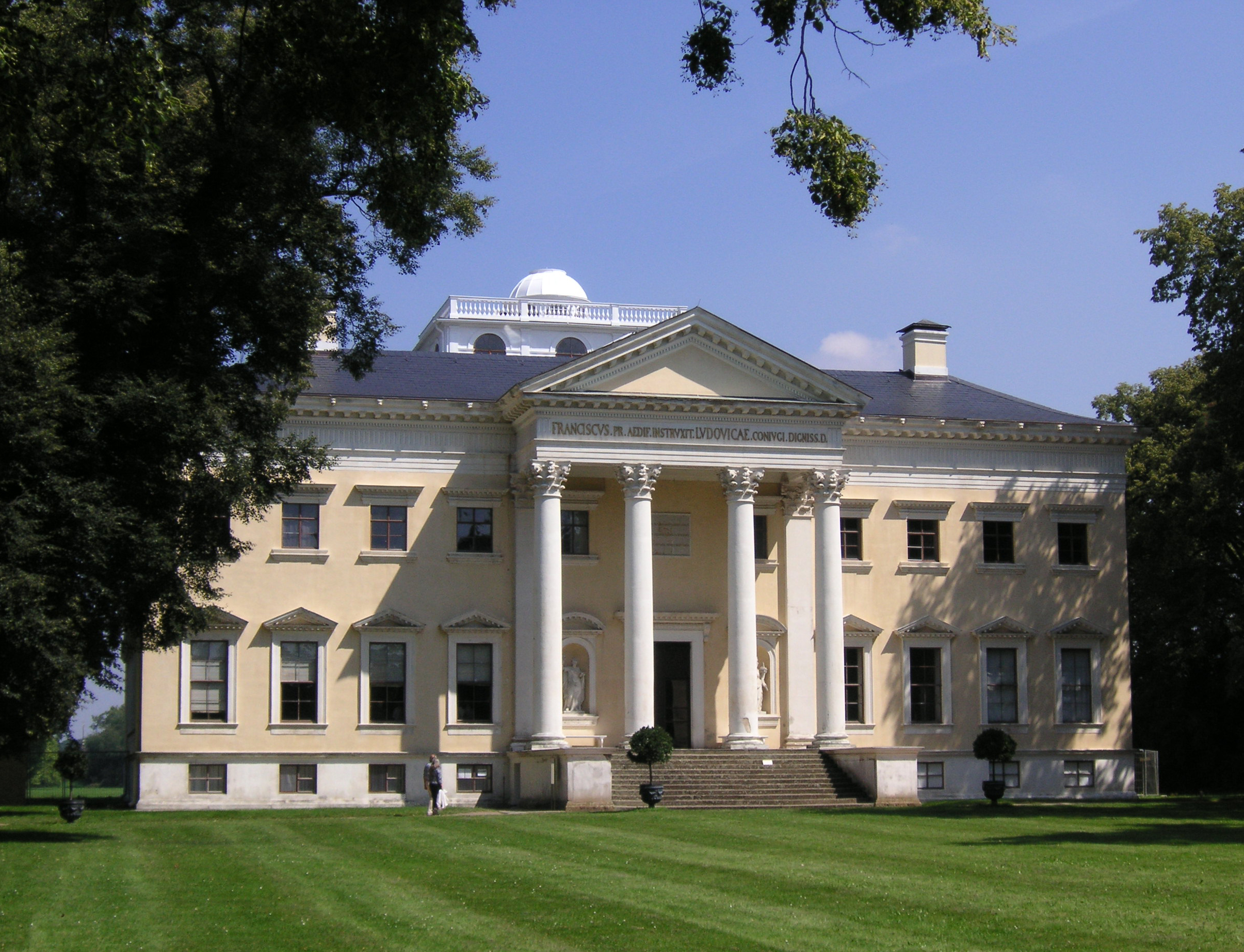
Cung điện Wörlitz
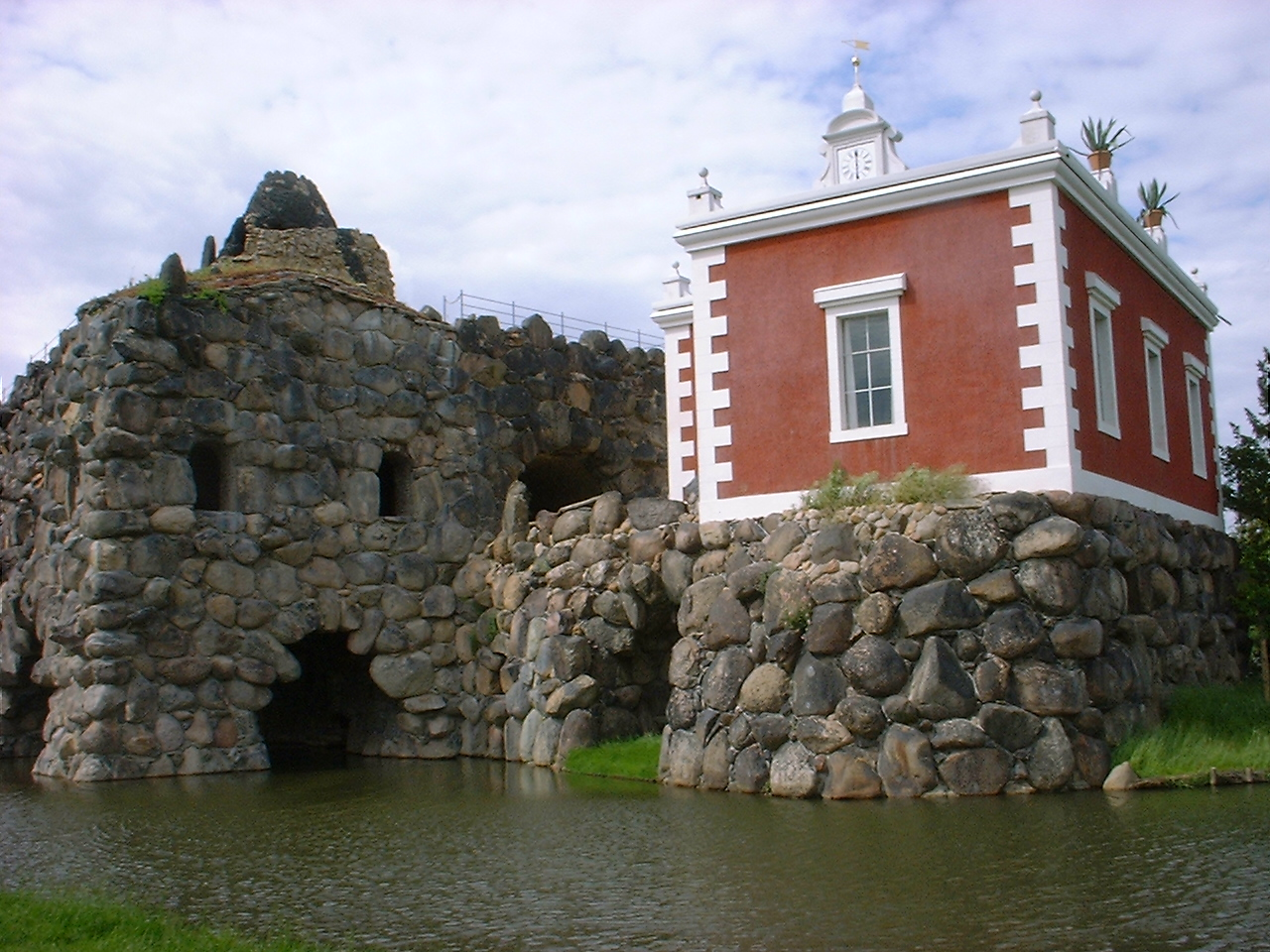
Đảo đá và dinh thự Hamilton
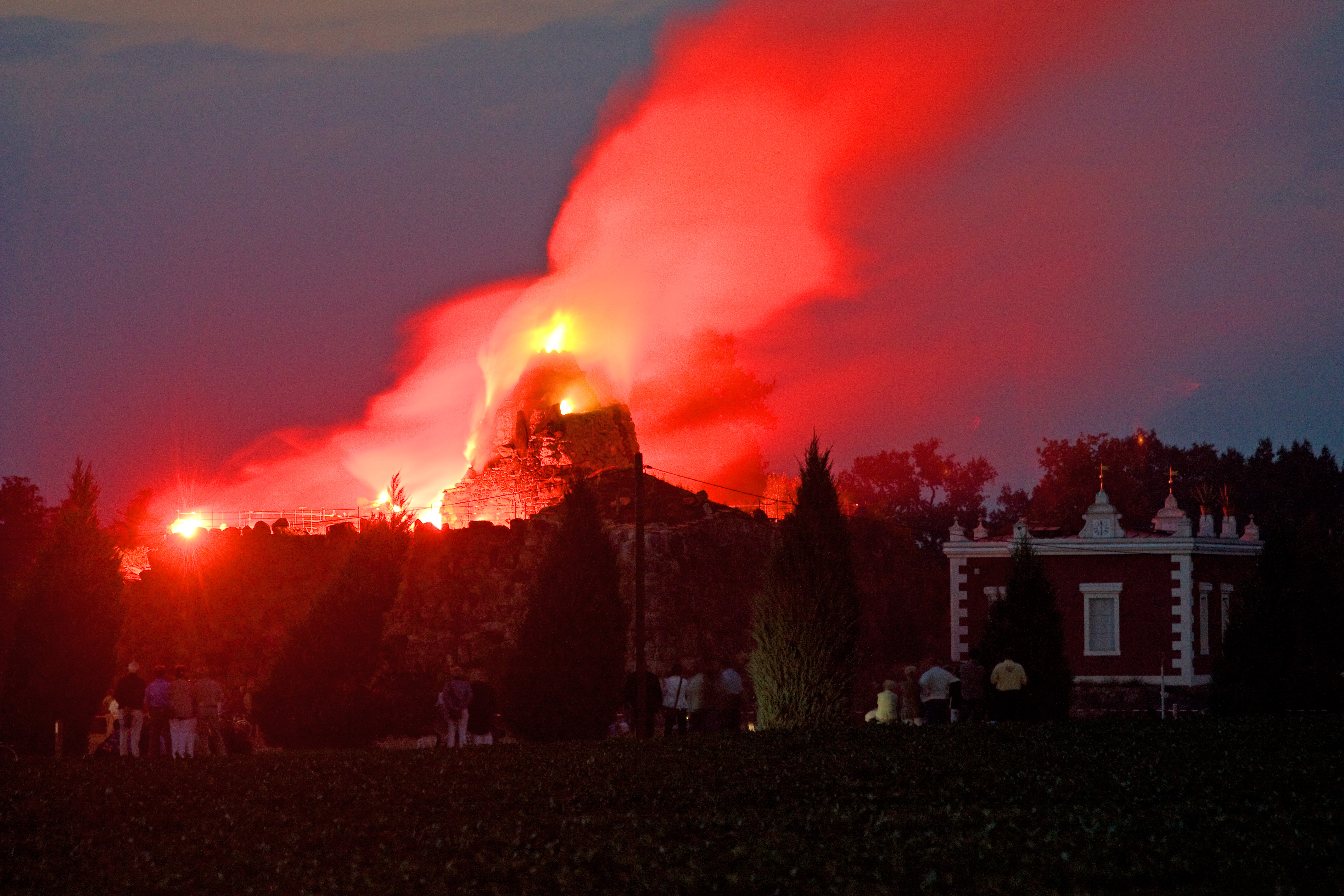
Núi lửa nhân tạo
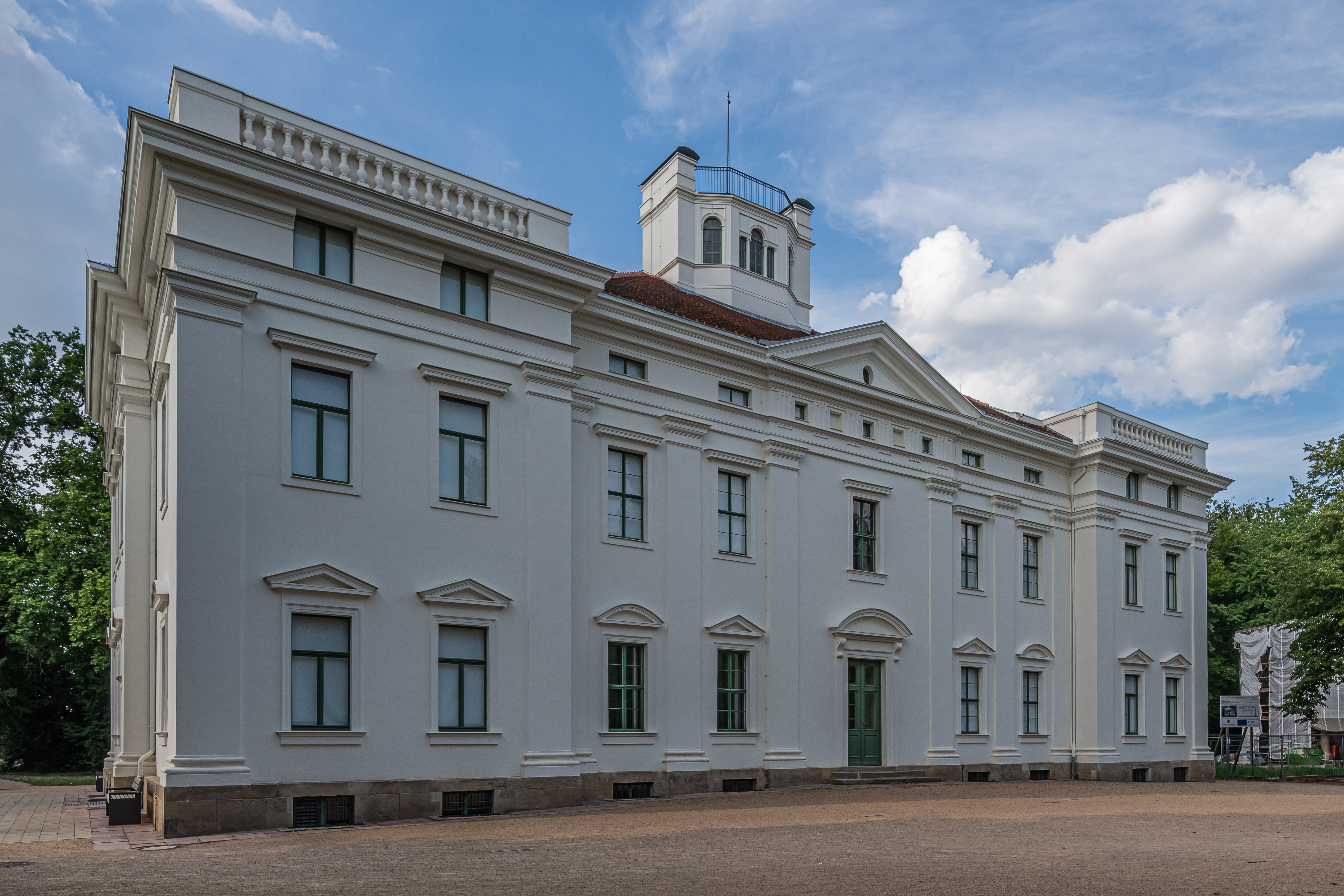
Lâu đài Georgium
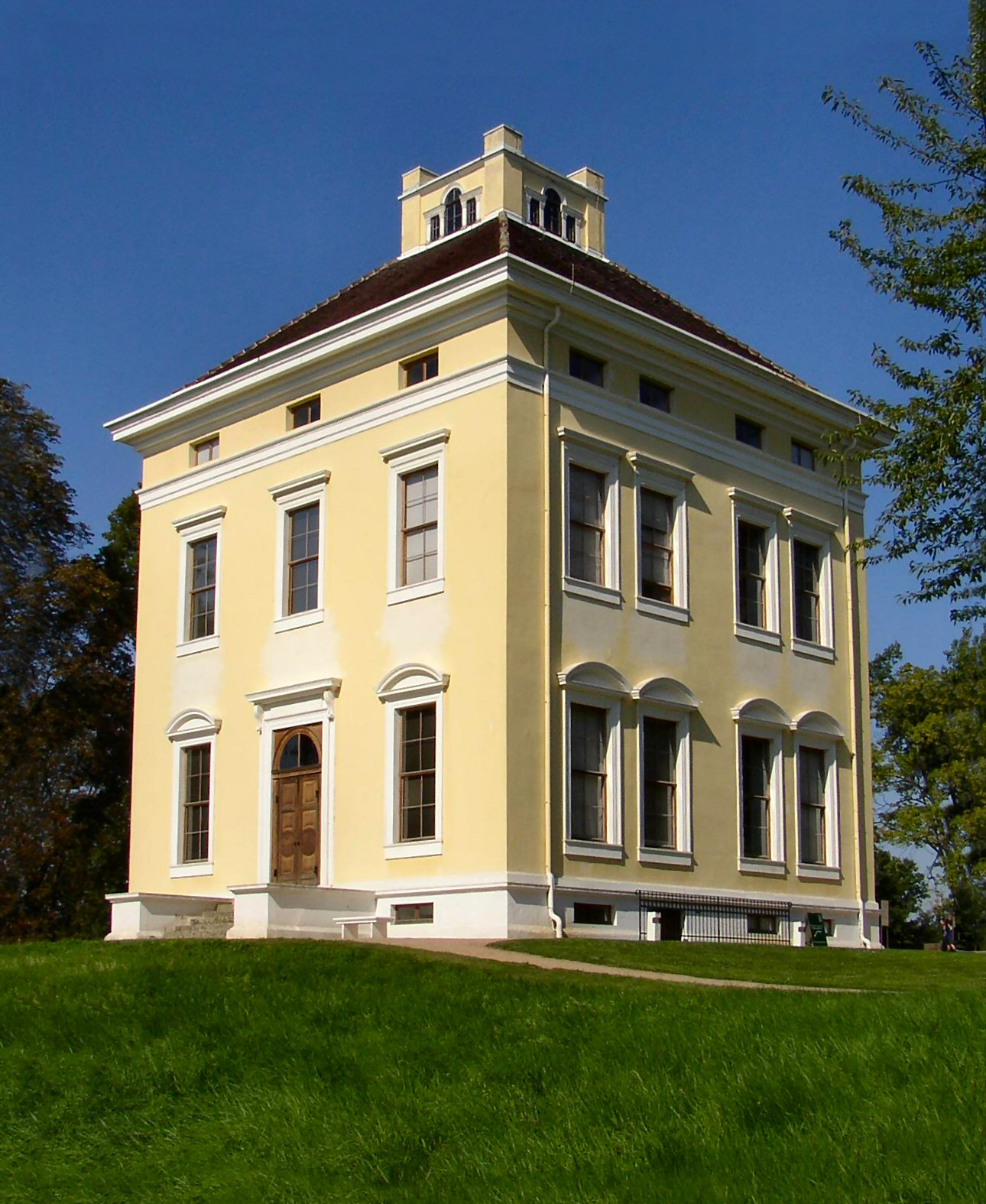
Lâu đài Luisium